# Бланстоун, Колин
Ко́лин Блансто́ун (полное имя при рождении англ. Colin Edward Michael Blunstone; род. 24 июня 1945, Хатфилд, Хартфордшир) — британский певец и композитор, известный прежде всего как вокалист группы The Zombies.

## Биография
Окончил школу для мальчиков в Сент-Олбансе.

### 1961—1968 (The Zombies)
В группу The Zombies его пригласил Пол Арнольд, первый басист группы. «Конечно, я пришёл в группу в качестве ритм-гитариста, Род собирался быть вокалистом». Однако через пару недель всё встало на свои места: лидер группы Род Арджент занял место клавишника, а Колин стал вокалистом.
Его пронзительный, декламационный и «просвечивающий» вокал с оттенком грусти стал одним из ключевых факторов мировой популярности первого хита The Zombies — песни She’s Not There.

### 1969 (Neil MacArthur)
Распад группы больше всего повлиял на Колина Бланстоуна. «Я устроился на первую подвернувшуюся работу, которой оказалась страхование. Это был лишь карьерный шаг.<…>Мне действительно был нужен перерыв.»
Однако, пауза оказалась не настолько длительной, как предполагал Колин Бланстоун: продюсер Майк Хёрст предложил ему вернуться к студийной работе. Именно он убедил, что надо сделать новую, особенную запись She’s Not There, которая бы вошла в хит-парады конца 1960-х годов. Он же и предложил сценический псевдоним — Нил МакАртур (Neil MacArthur).
Первый сингл (январь 1969 г.) включал She’s Not There на первой стороне и «World of glass» на обратной (её написал сам М. Хёрст). «She’s Not There» к тому времени была перепета многими группами, например, Vanilla Fudge. Потому Хёрст обработал её по-новому: синкопированный бит, лёгкое звучание струнных, а также ритмичная джазовая интерлюдия с драматическим звучанием рожка. На всех записях Нила МакАртура М. Хёрст принимал участие в качестве бэк-вокалиста либо бэк-гитариста.
Вторым синглом стал «Don’t Try to Explain» / «Without Her» (июнь 1969 г.). Когда стало понятно, что второй диск не повторит успех первого, был быстро выпущен третий сингл — «It’s Not Easy» / «12:29» (октябрь 1969 г.). На третьем диске становится заметно, что Нил МакАртур, который легко передает драматические эмоции, ограничен попсовой аранжировкой, не позволяющей передавать нюансы исполнения.
Синглы успеха не имели, и Бланстоун всё больше разочаровывался в направлении работы. В конце 1969 года их пути с продюсером расходятся: Хёрст на время отошёл от музыкального бизнеса, Бланстоун тоже взял паузу.

### С 1970 года (сольная карьера)

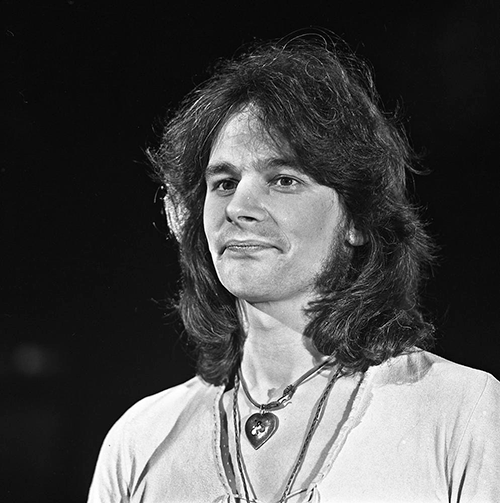
На передаче Топпоп (Toppop) нидерландского телеканала AVRO, 1973 год

По словам Бланстоуна, весь 1969 год он практически не общался с музыкантами Zombies, изредка лишь пересекаясь в пабах. На одной из таких случайных встреч Арджент сказал, что они с Крисом Уайтом хотели бы спродюсировать Бланстоуна. Колину идея понравилась.
Летом 1970 г. они втроём начали работать над тем, что позднее станет «эпохальным дебютом» Колина Бланстоуна — альбомом «One Year» (1971). Название не случайно и связано со сроком работы над альбомом. Арджент работал над ним в перерывах от своего основного проекта — группы Argent, набиравшего популярность. В конце 1971 года работа над альбомом завершилась.
Альбом признан критиками лучшим альбомом Бланстоуна. Альбом идеально подходил под необычный голос исполнителя, был образцом английского фолк-барокко и состоял из «минорных баллад, изобиловавших звуками струнных и вокалом в манере певчих церковной капеллы». Бланстоун дебютировал в этом альбоме как автор песен. Хотя он и участвовал в написании двух композиций в бытность Zombies, в альбоме «One Year» было четыре песни собственного сочинения, включая ставшие классикой «Caroline Goodbye» and «Let Me Come Closer to You».
В отличие от первого альбома, в «Ennismore» (1973) меньше звучат струнные оркестровые инструменты и аранжировка сделана в стиле звучания рок-поп группы. Очевидна попытка сделать альбом, приспособленный и для «живых» выступлений артиста. Существуют разные мнения, какой же из первых альбомов лучший, но тот факт, что оба они одинаково качественны, у ценителей голоса Бланстоуна и критиков не вызывает сомнений. В альбом вошли такие британские хиты, как «How Could We Dare to Be Wrong» и «I Don’t Believe In Miracles». «Голос певца, как и прежде, особенно волшебно звучит на самых тихих и грустных треках диска, таких как „Time’s Running Out“ and „Exclusively for Me“».
Третий альбом «Journey» (1974) оказался не таким ровным, как первые два, но и его лучшие песни не уступают песням с прежних альбомов. Звуковые аранжировки многих песен были сделаны в поп стиле середины 1970-х годов. Бланстоуну больше подходила манера первых двух альбомов, потому альбом не принёс хитов.
Затем Бланстоун сменил лейбл на элтонджоновский «Rocket Records», где и выпустил три альбома: «Planes» (1976), «Never Even Thought» (1978) и «Late Nights In Soho» (1979). Все они вышли только в Европе.
Вплоть до следующего своего сольного альбома певец выпускает синглы и участвует в различных музыкальных проектах, таких как The Alan Parsons Project, Keats, The Bolland Project.
Следующий новый сольный альбом «Echo Bridge» (1995) вышел после длительного перерыва в 16 лет. Альбом сделан в современной манере, с использованием электронного звучания. Центр альбома — акустическая композиция «If I Said», которая демонстрирует, что «голос Бланстоуна лучше всего слушать при минимальном инструментальном оформлении». Альбом впоследствии переиздавался в США.

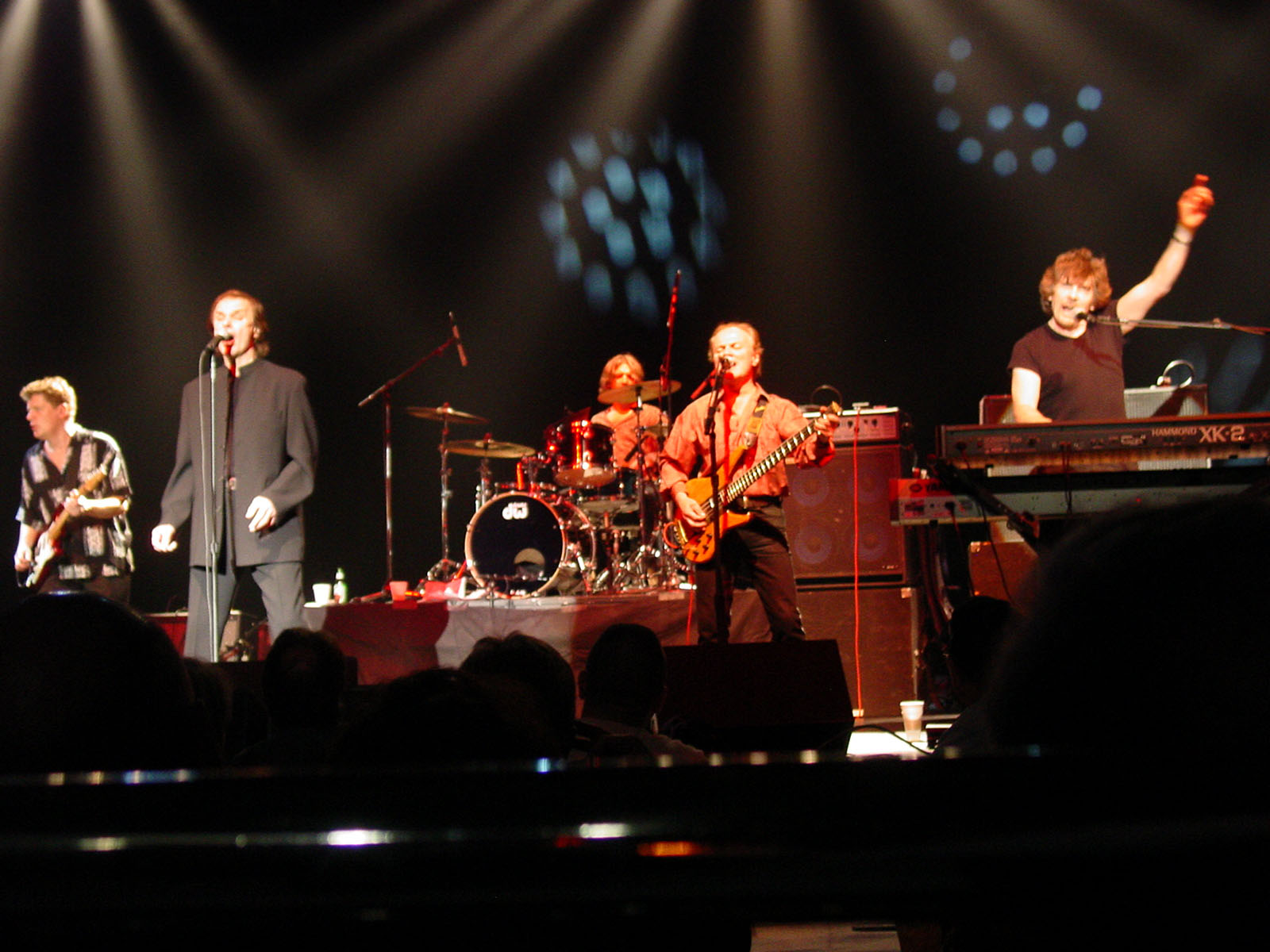
The Zombies в составе 2008 г. (Колин Бланстоун второй слева)

Следующий альбом вышел после 12-летнего перерыва, в марте 2009 года — «The Ghost of You and Me». Альбом сделан в стиле первых сольных альбомов исполнителя, с красивой струнной аранжировкой; в создании альбома принимали участие известные музыканты и аранжировщики.
С начала 2000-х гг. Бланстоун активно гастролирует по Британии и Европе либо со своей группой с сольными выступлениями, либо с Родом Арджентом в составе объединенного The Zombies.
Сольное турне Бланстоуна в 2011 году началось с концертов в Британии и Нидерландах и было посвящёно 40-летию первого альбома «One year». Программа наполовину состояла из песен этого альбома. Состав сольной группы: Pete Billington, Pat Illingworth, Chris Childs и Том Туми из современного состава Zombies).
В середине октября 2012 года на лейбле Ennismore Records вышел новый альбом On the Air Tonight. Наряду с новыми композициями, две из которых написаны самим исполнителем, в альбоме есть и по-новому спетые хиты из прежних проектов музыканта. Обособленно стоит хит Дункана Брауна Wild Places — Бланстоун записал композицию ещё при жизни Дункана Брауна (то есть, не при записи альбома-трибьюта Duncan Browne — Songs Of Love And War, 1995), и лишь сейчас запись впервые вышла в свет.

## Дискография

### Синглы
- «Mary, Won’t You Warm My Bed» / «I Hope I Didn’t Say Too Much Last Night» — Epic EPC7095 (1971)
- «Caroline, Goodbye» / «Though You Are Far Away» — Epic EPC7520 (октябрь 1971)
- «Say You Don’t Mind» / «Let Me Come Closer» — Epic EPC7765 (январь 1972) (UK #15)
- «I Don’t Believe In Miracles» / «I’ve Always Had You» — Epic EPC8434 (октябрь 1972) (UK #31)
- «How Could We Dare To Be Wrong» / «Time’s Running Out» — Epic EPC1197 (февраль 1973) (UK #45)
- «Wonderful» / «Beginning» — Epic EPC1775 (сентябрь 1973)
- «It’s Magical» / «Summersong» — Epic EPC2413 (май 1974)
- «When You Close Your Eyes» / «Good Guys Don’t Always Win» — Epic EPC4576
- «Planes» / «Dancing In The Dark» — Epic EPC4752 (ноябрь 1976)
- «Beautiful You» / «It’s Hard to Say Goodbye» — Epic EPC5009 (февраль 1977)
- «Lovin' and Free» / «Dancing in the Dark» — Epic EPC5199 (апрель 1977)
- «I’ll Never Forget You» / «You Are The Way For Me» — Epic EPC6320 (май 1978)
- «Ain’t It Funny» / «Who’s That Knocking?» — Epic EPC6535 (июль 1978)
- «Photograph» / «Touch And Go» — Epic EPC6793 (ноябрь 1978)
- «What Becomes of the Brokenhearted» (с Д. Стюардом) / «There Is No Reward» (вторая сторона другого исполнителя) — Stiff Broken 1 (1980) (UK #13)
- «Miles Away» / «Excerpts From Exiled» (вторая сторона другого исполнителя) — Panache PAN1 (сентябрь 1981)
- «The Tracks of My Tears» / «Last Goodbye» — PRT 7P236 (апрель 1982) (UK #60)
- «Touch» / «Touch» (instrumental) — PRT 7P64 (февраль 1983)
- «Where Do We Go From Here?» / «Helen Loves Paris» — Sierra FED22 (май 1986)
- «She’s Not There» / «Who Fires The Gun» — Sierra FED27 (октябрь 1986)
- «Cry an Ocean» / «Make It Easy» — IRS IRM151 (май 1988)

### Под именем Neil MacArthur
- «She’s Not There» / «World of Glass» — Deram DM225 (январь 1969) (UK #34)
- «Don’t Try to Explain» / «Without Her» — Deram DM262 (июнь 1969)
- «It’s Not Easy» / «12:29» — Deram DM275 (декабрь 1969)

### Сольные альбомы
- One Year (1971)
- Ennismore (1973)
- Journey (1974)
- Planes (1976)
- Never Even Thought (1978)
- Late Nights In Soho (1979)
- Sings His Greatest Hits (1991)
- Echo Bridge (1995)
- Live at the BBC / On Air (1997)
- The Light Inside (1998)
- Greatest Hits +Plus (перезапись старых хитов плюс новые песни) (2006)
- The Ghost of You and Me (2009)
- Colin Blunstone Original Album Classics (CD-бокс от «Sony» включает три первых альбома после реставрации, плюс редкие записи с оборотных сторон миньонов) (2010)
- On The Air Tonight (2012)

### Участвует в следующих альбомах
- The Alan Parsons Project — I Robot (1977) — «I, Robot»
- The Alan Parsons Project — Pyramid (1978) — «The Eagle Will Rise Again»
- Mike Batt — Tarot Suite (1979) — «Losing Your Way in the Rain»
- Iva Twydell — Duel (1982) (бэк-вокал)
- The Alan Parsons Project — Eye in the Sky (1982) — «Old and Wise» (UK #74, US #22)
- Keats — Keats (1984)
- The Alan Parsons Project — Ammonia Avenue (1984) — «Dancing on a Highwire»
- The Alan Parsons Project — Vulture Culture (1985) — «Somebody Out There»
- The Crowd — You’ll Never Walk Alone (1985)
- Дон Эйри — K2 (1989) — «Julie»
- Nadieh — No Way Back (1989) — «Splendid Morning» (дуэт)
- The Bolland Project — Darwin (The Evolution) (1991) — «The Way Of The Evolution», «Emma My Dear»
- Just Like a Woman саундтрек (1992) — «Politics of Love»
- Считанные секунды — Split Second саундтрек (1992) — «Nights in White Satin»
- Heineken Night of the Proms (1993) — «She’s Not There»
- Time Code 64 W/ Colin Blunstone — Dance Trax (1993) — «She’s Not There (Club Mix)»
- Duncan Browne — Songs Of Love And War (1995) — «Misunderstood», «Love Leads You», «I Fall Again»
- Steve Hackett — Watcher Of The Skies : Genesis Revisited (1997) — «For Absent Friends»
- Весёлая война (Keep The Aspidistra Flying) саундтрек (1998) — «Tiger In The Night»
- Mike Batt with The Royal Philharmonic Orchestra — Philharmania (1998 — вышел только в Германии) — «Owner of a Lonely Heart»
- Алан Парсонс — The Time Machine (1999) — «Ignorance Is Bliss»
- Sir John Betjeman & Mike Read — Words & Music (2000) — «Peggy», «In Memory»
- Edward Rogers — Sunday Fables (2004) — «Make It Go Away» (backing vocals)

## Интересные факты
- В. Ободзинского по проникновенности исполнения сравнивают с Колином Бланстоуном.[12]